# Еміне Хатун
Еміне Хатун — дочка правителя бейліка Дулкадірогулари, дружина османського султана Мехмеда I, ймовірна мати султана Мурада II.

## Біографія

### Походження
Еміне народилася в Мараші і була дочкою правителя бейлика Дулкадірогулари. Бостанзаде Яхья Ефенді, писав, що Еміне була «чиста і бездоганна, як зірка». Хто саме з беїв був її батьком, історики сперечаються. На думку Е. Замбаура, Ф. Бабінгера, Е. Алдерсона й І. Узунчаршили, її батьком з більшою ймовірністю був Сулі Шабан-бей. На думку Ч. Улучая, її батьком був Сулі-бей. Н. Сакаоглу писав, що батьком був Насіреддін Мехмед-бей, або, що менш ймовірно, Сулі. Історики Р. Юнанч, Й. Мордтман і К. Імбер не сумнівалися, що батьком Еміне був Мехмед-бей.

### Шлюб
Час укладання шлюбу Еміне і Мехмеда як і предмет дискусій. Невідомо навіть, у яке місце прибула Еміне як наречена — в Амасью чи Бурсу, оскільки опис весілля відсутній у хроністів, Нешри згадав лише сватання . Він писав про заручини так: «Коли він (Мехмед Челебі) їв і пив у Токаті посланець прибув з Дулькадуроглу. Довго розмовляли один з одним і вирішили покласти край ворожнечі. Вони замирилися. Тоді султан побрався з дочкою Дулкадароглу. Він приніс багаті подарунки та обручку» . Е. Алдерсон вважав, що заручини відбулася ще 1399 року, коли Баязід підкорив Дулкадир, але шлюб було укладено пізніше, 1404 року, коли становище Мехмеда стало стабільним.
Частина істориків відносять шлюб за часом до 1403 року, коли Мехмед Челебі став правити частиною колишніх анатолійських володінь Баязіда з центром в Анкарі й розбив у битві при Чамурлу, брата Ісу. Шлюб скріплював союз Мехмеда Челебі з беєм Дулкадірогулари, армія якого славилася кіньми та вершниками. Цей союз дозволив Мехмеду Челебі перемогти Ісу Челебі. Для бея Дулкадіра союз із Мехмедом був потрібен, оскільки Дулкадірогулари вели прикордонні війни з мамлюками. Правителі бейліка Халіл та Сулі стали жертвами організованих мамлюками вбивств і Насіреддін Мехмед шукав союзників.
Немає інформації про дату та місце смерті Еміне Хатун і де вона похована .

### Діти
Немає точної інформації, чи були у неї діти . З цього приводу є різні думки. Згідно Е. Алдерсону і Х. Лоурі, Еміне була матір'ю Мурада II, що народився в 1403 або 1404 . Мурад став султаном у 1421 році; Ентоні Алдерсон припускав, що Еміне померла до сходження сина на престол . Але частина істориків не погоджується з тим, що Мурад був сином Еміне. Галіль Іналджик вважав матір'ю Мурада наложницю, а не дружину, Мехмеда. Турецький історик Х. Хюсамеддін у книзі «Історія Амасії» називав матір'ю Мурада знатну туркеню — Шехзаде Хатун, доньку Дивітдара Ахмеда-паші.